# Голышев, Николай Николаевич
Никола́й Никола́евич Го́лышев (9 декабря 1929, Касли, Уральская область — 23 ноября 2021, Екатеринбург) — оперный певец (баритон), педагог, профессор кафедры сольного пения Уральской консерватории имени М. П. Мусоргского, народный артист РСФСР (1980).

## Биография
Родился 9 декабря 1929 года в городе Касли Уральской области (ныне — Челябинская область) в рабочей семье, отец и мать трудились на Каслинском чугунолитейном заводе. В 1935 году отца — Николая Фёдоровича как двадцатипятитысячника отправили в деревню Асаново Аргаяшского района организовывать МТС. Там в 1937 году Николай пошёл в школу, семья прожила там до начала Великой Отечественной войны.
В 1942 году, когда Николаю исполнилось тринадцать, он бросил школу и перешёл в Каслинское ремесленное училище, где сразу приступил к работе на станке, — к тому времени там работал мастером его отец, комиссованный с фронта по болезни. В свободное время посещал хоровой кружок, которым руководил директор училища П. Р. Соседко. По настоянию отца в 1944 году поступил в вечернюю школу, которую окончил через год одновременно с училищем. При этом продолжал петь в хоре, записался в самодеятельность при каслинском клубе, где играл в оркестре.
В 1945 году с квалификацией токаря 5-го разряда был направлен на Каслинский завод слесарем-чеканщиком. Там осваивал работу с художественным литьём, с отличием прошёл курсы по обработке чугуна (среди его сокурсников был Александр Гилёв, впоследствии главный скульптор Каслинского завода). По путёвке в 1948 году был направлен в Новосибирский техникум трудовых резервов. Посещал новосибирскую вечернюю музыкальную школу, среди преподавателей которой была приехавшая из Ленинграда бывшая солистка Кировского театра А. С. Давыдова. В 1950 году по окончании второго курса техникума был призван в армию.
Начав службу в миномётном полку, вскоре был замечен на армейском смотре самодеятельности и переведён в ансамбль песни и пляски Западно-Сибирского военного округа, где в качестве солиста исполнял русские народные и военные песни. Весной 1952 года был откомандирован на декаду сибирского искусства в Москву, где выступал вместе с Сибирским народным хором. Оказавшись заодно с товарищем в Московской консерватории, был прослушан профессором В. Ф. Любченко и приглашён по окончании службы на вокальное отделение в его класс. Любченко сдержал слово и через год телеграммой известил Голышева о начале занятий.
Путь из Новосибирска в Москву пролегал через Свердловск, где волей случая состоялась встреча с В. Г. Уховым, оперным артистом и педагогом. Услышав Голышева, Ухов распорядился:
Заберите у него билет, он никуда не поедет! Завтра вся приёмная комиссия будет его слушать, так что ровно в десять утра чтобы были в консерватории.Анна Матвеева, «Старожилы. Люди города Е.» 2020
Так с 1953 по 1959 год Голышев учился на вечернем отделении Уральской государственной консерватории и все годы его наставником был Василий Ухов. Устроился работать контролёром в ремонтно-механический цех завода «Торгмаш». А в 1956 году он был зачислен в стажёрскую группу Свердловского оперного театра, с 1958 года стал солистом.
Репертуар певца насчитывает около шестидесяти ролей. Он был первым исполнителем партии Свердлова в опере-оратории Б. Гибалина «Товарищ Андрей» (1967).
В общей сложности, Голышевым спето около 3500 спектаклей, 500 арий, романсов, авторских и народных песен, он принял участие в более чем 2000 концертов. Вершиной его творчества, принято считать, является партия Евгения Онегина, спетая мастером 276 раз.
В начале 1960-х годов в течение нескольких сезонов работал в Куйбышеве, тогда же в 1962 году начался его педагогический стаж в Куйбышевском педагогическом институте им. В. В. Куйбышева на музыкально-педагогическом факультете. С 1964 года он педагог по вокалу в Свердловском музыкальном училище им. П. И. Чайковского. С 1967 года — преподаватель Уральской государственной консерватории имени М. П. Мусоргского, где в 1976—1983 и 1986—2005 годах он был заведующим кафедрой сольного пения.
У профессора более 70 выпускников, 26 — лауреатов и дипломантов международных и всероссийских конкурсов (Наталья Мурадымова, Мария Пахарь, Виктор Афанасенко и другие). Академик Международной академии творчества. Принимал участие в работе жюри Московского международного конкурса «Романсиада». Проводил мастер-классы в Центре оперного пения Галины Вишневской.

Николай Голышев — прекрасный певец, у него сложилась замечательная и долгая творческая карьера. Его талантливые ученики продолжают обучение в нашем Оперном Центре. Я надеюсь, что мы и дальше будем сотрудничать с профессором Голышевым во благо российской певческой школы.— Галина Вишневская, оперная певица
Член КПСС с 1965 года.
Скончался 23 ноября 2021 года. Похоронен на Широкореченском кладбище Екатеринбурга.

### Семья
- дед по отцовской линии — Фёдор Захарович Голышев, кузнец, мастеровой[18];
- отец — Николай Фёдорович Голышев, токарь[19];
- мать — Анна Трифоновна Голышева[19];
- брат — Владимир Николаевич Голышев, умер от воспаления лёгких на первом году жизни[20];
- сестра — Алевтина Николаевна Голышева, умерла в 1941 году от удара лошади[20];
- сестра — Тамара Николаевна Голышева (род. 1940)[20];
- брат — Владимир Николаевич Голышев (род. 1948)[20];
- жена — Нина Ивановна Меновщикова (1934—2022), артистка балета[21];
- дочь — Елена Николаевна Голышева[21].

## Партии
- Евгений Онегин («Евгений Онегин» П. Чайковского)
- Елецкий («Пиковая дама» П. Чайковского)
- Роберт («Иоланта» П. Чайковского)
- Мизгирь («Снегурочка» Н. Римского-Корсакова)
- Борис («Анна Снегина» А. Холминова)
- Костя («Русская женщина» К. Молчанова)
- Андрей («Товарищ Андрей» Б. Гибалина)
- Балда («Ай, да Балда!» Б. Кравченко)
- Фигаро («Свадьба Фигаро» В.-А. Моцарта)
- Фигаро («Севильский цирюльник» Дж. Россини)
- Жермон («Травиата» Дж. Верди)
- Валентин («Фауст» Ш. Гуно)
- Ренато («Бал-маскарад» Дж. Верди)
- Марсель («Богема» Дж. Пуччини)
- Зурга («Искатели жемчуга» Ж. Бизе)
- Фра Мелитоне («Сила судьбы» Дж. Верди)
- Белькоре («Любовный напиток» Г. Доницетти)
- Сильвио («Паяцы» Р. Леонкавалло)

## Звания и награды
- Заслуженный артист РСФСР (15 ноября 1973)
- Народный артист РСФСР (10 января 1980)
- Орден Почёта (23 декабря 2001)[22]
- Лауреат премии «И мастерство, и вдохновенье» на фестивале «Браво!» — 2004[23]
- Нагрудный знак Международной академии творчества (Москва)
- Премия губернатора Свердловской области за 2012 год — за плодотворную деятельность по развитию и сохранению искусства Урала, подготовку профессиональных кадров[24]
- Почётная грамота Президента Российской Федерации (25 мая 2020) — за заслуги в развитии отечественной культуры и искусства, многолетнюю творческую деятельность[25]

## Комментарии
1. ↑  Серьёзной преградой для зачисления в Уральскую консерваторию стало отсутствие аттестата зрелости, — выход нашёл директор консерватории, позвонивший в находившуюся через улицу школу № 9. И Голышеву пришлось параллельно ходить в вечернюю школу рабочей молодёжи, работавшую при «девятке»[10].
2. ↑  Зачисление в стажёрскую группу не обошлось без участия профессора Ухова: именно он настоял и заставил Голышева целиком выучить партию Онегина и именно после дебюта в ней, когда он заменил заболевшего солиста, последовало приглашение в стажёры[11].